# Clelio Darida
Clelio Darida (ur. 3 maja 1927 w Rzymie, zm. 11 maja 2017 tamże) – włoski polityk, prawnik i samorządowiec, w latach 1969–1976 burmistrz Rzymu, minister.

## Życiorys
Absolwent studiów prawniczych. Przystąpił do Chrześcijańskiej Demokracji, w ramach której stał się bliskim współpracownikiem Amintore Fanfaniego. Od 1960 był radnym Rzymu. W latach 1963–1970 sprawował mandat posła do Izby Deputowanych IV i V kadencji. W latach 1969–1976 zajmował stanowisko burmistrza Rzymu. W 1976 powrócił do niższej izby włoskiego parlamentu, zasiadał w niej nieprzerwanie do 1992 jako poseł VII, VIII, IX i X kadencji.
Obejmował szereg funkcji rządowych. Między 1976 a 1980 był podsekretarzem stanu w ministerstwie spraw wewnętrznych. W 1980 został ministrem bez teki do spraw kontaktów z parlamentem, następnie w tym samym roku był ministrem poczty i telekomunikacji. W latach 1980–1981 zajmował stanowisko ministra bez teki do spraw służb publicznych. Od 1981 do 1983 pełnił funkcję ministra sprawiedliwości, a od 1983 do 1987 był ministrem zasobów państwowych.
W 1993 objęty śledztwem związanym z aferami korupcyjnymi (tzw. Tangentopoli) i tymczasowo aresztowany na okres 3 miesięcy. W późniejszym czasie uniewinniony od popełnienia zarzucanych mu czynów, otrzymał też odszkodowanie za pozbawienie wolności.
Odznaczony Orderem Zasługi Republiki Włoskiej I klasy (1971).